# X-Legged Sally
Gli X-Legged Sally (letteralmente: "Sally con le gambe ad X", quindi storte) sono stati un gruppo musicale belga attivo tra il 1988 ed il 1997. La guida del gruppo fu il compositore Peter Vermeesch. Furono fra i primi a sperimentare un rock di avanguardia in Belgio, aprendo la strada alla musica indie degli anni Novanta.

## La storia
Il primo concerto degli XLS si tiene nel novembre 1988. Il gruppo nacque inizialmente per eseguire le composizioni di Peter Vermeesch destinate a compagnie di danza; esemplificativo di questa fase è l'album live Immer das Selbe Gelogen ("Sempre la Stessa Bugia", 1991). Lo stile qui è ancora influenzato da quello della precedente band di Vermeesch, i Maximalist!.
Proprio grazie al successo dei Maximalist! il nuovo gruppo può esibirsi negli Stati Uniti, nel club jazz Knitting Factory di New York: la registrazione di questo concerto è contenuta nell'album live Live at the Knitting Factory, vol. 4 (1990). Il successo ottenuto con questo viaggio permette alla band belga di farsi produrre dai Greenpoint Studios di Bill Laswell a Brooklyn i primi due cd, Slow-Up (1991) and Killed by Charity (1993).
Il terzo album Eggs and Ashes (1994) contiene pezzi scritti per la compagnia di danza Ultima Vez del coreografo belga Wim Vandekeybus. Lo stile della band matura nel quarto cd, The Land of the Giant Dwarfs (1995). La ricerca musicale a questo punto spinge i musicisti in varie direzioni. Gli XLS si esibiranno in un concerto al Cactus Club di Bruges, trasmesso da Radio 1 e registrato nell'album live Fired (1996). Nello stesso anno esce l'ultimo cd del gruppo, Bereft of a Blissful Union (1997), anche questo con composizioni scritte per la compagnia di Wim Vandekeybus.

## Formazione
- Peter Vermeersch
- Pierre Vervloesem
- Bruno Deneuter
- Paul Belgrado
- Bart Maris
- Eric Sleichim
- Michel Mast
- Jean-Luc Plouvier
- Peter Vandenberghe
- Danny Van Hoeck
- Pieter Lamot
- Michel Delory
- Jan Weuts
- Thierry Mondelaers

## Discografia
- Live at the Knitting Factory, vol. 4 (1990) - live al Knitting Factory di New York
- Slow-Up (1991)
- Immer das Selbe Gelogen (1991)
- Killed By Charity (1993)
- Eggs and Ashes (1994)
- The Land of the Giant Dwarfs (1995)
- Fired (1996) - live al Cactus Club di Bruges
- Bereft of a Blissful Union (1997)